# Ptychosperma elegans
Ptychosperma elegans är en enhjärtbladig växtart som först beskrevs av Robert Brown, och fick sitt nu gällande namn av Carl Ludwig von Blume. Ptychosperma elegans ingår i släktet Ptychosperma och familjen Arecaceae. Inga underarter finns listade i Catalogue of Life.

## Bildgalleri

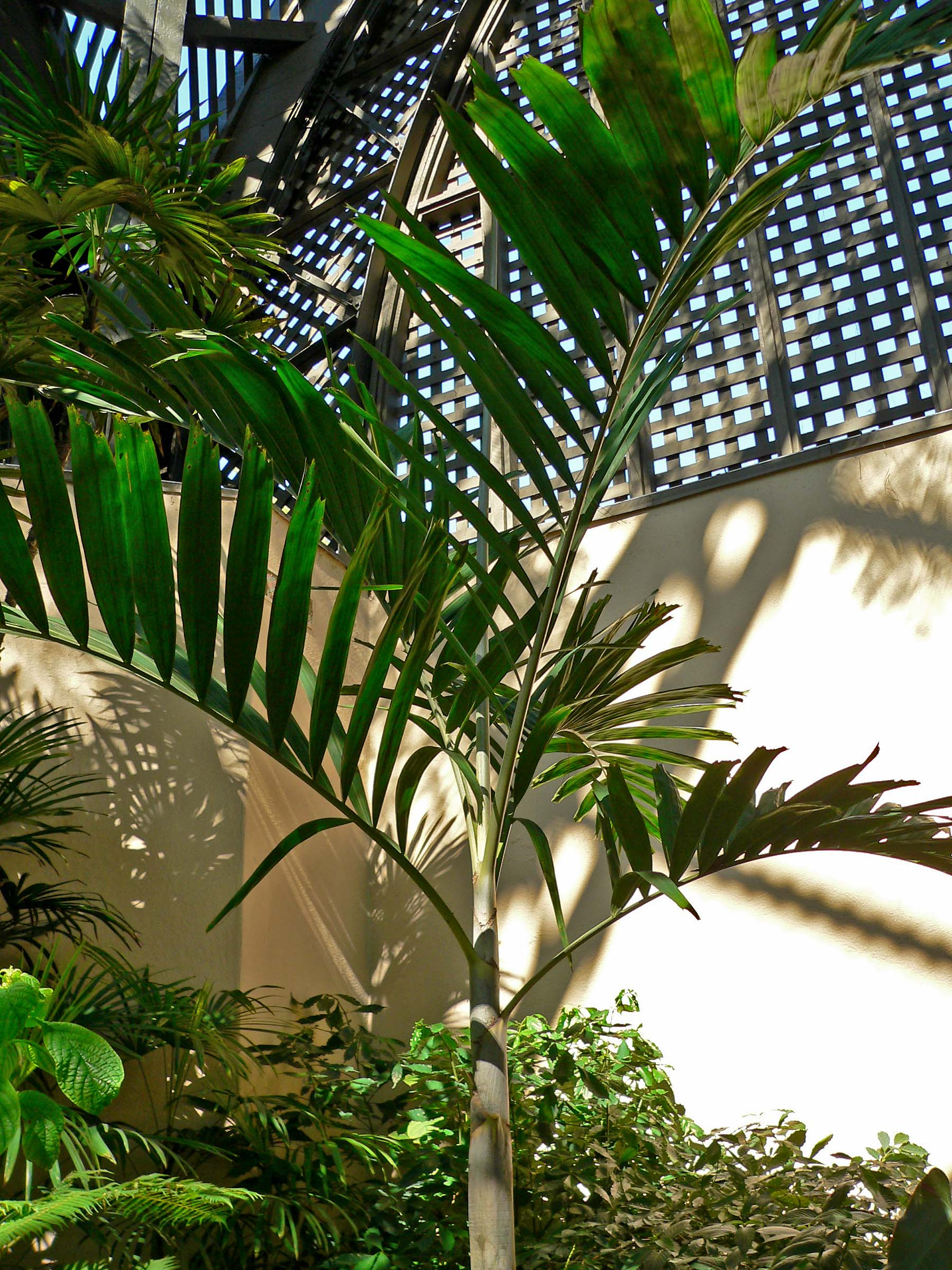
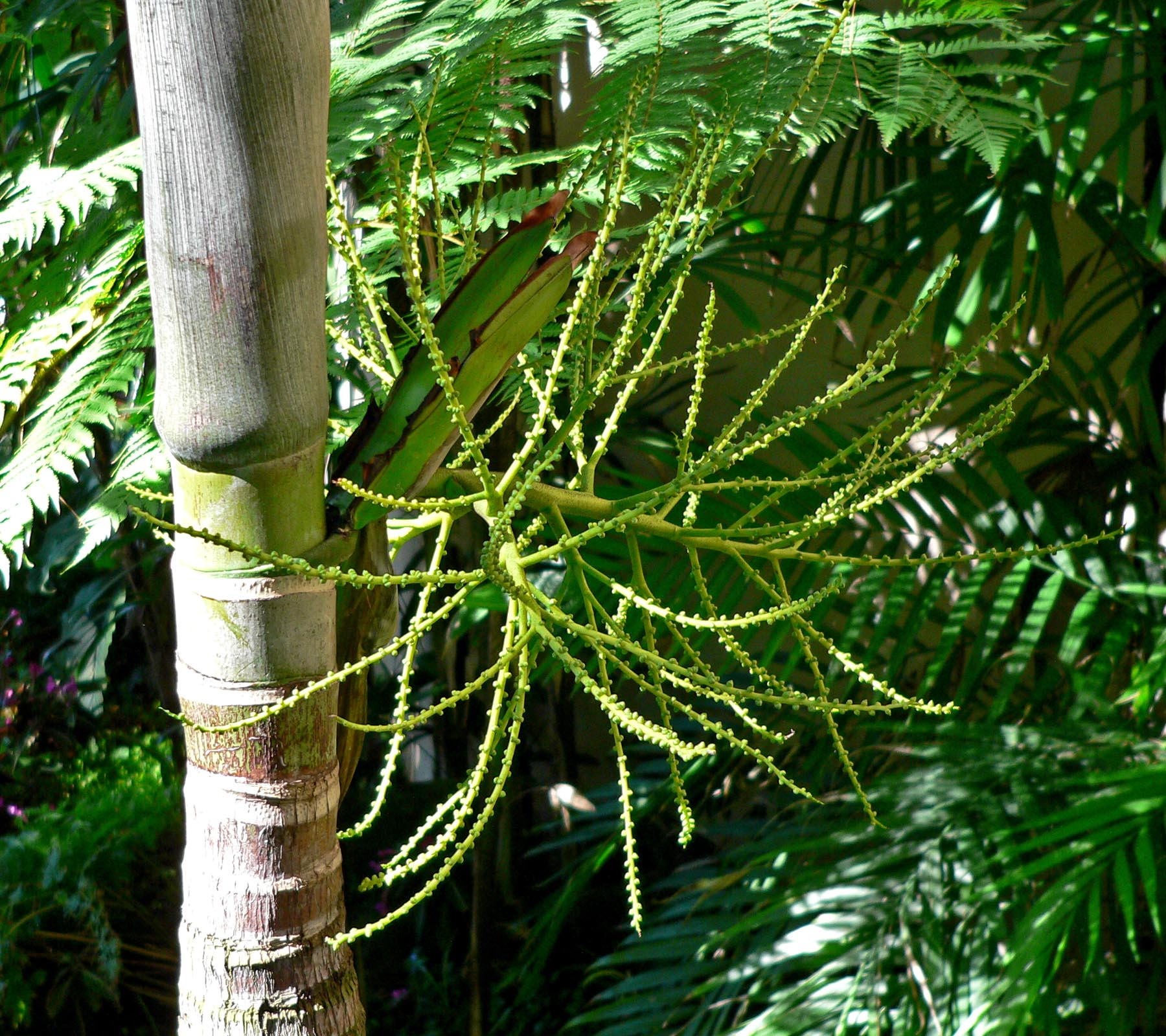
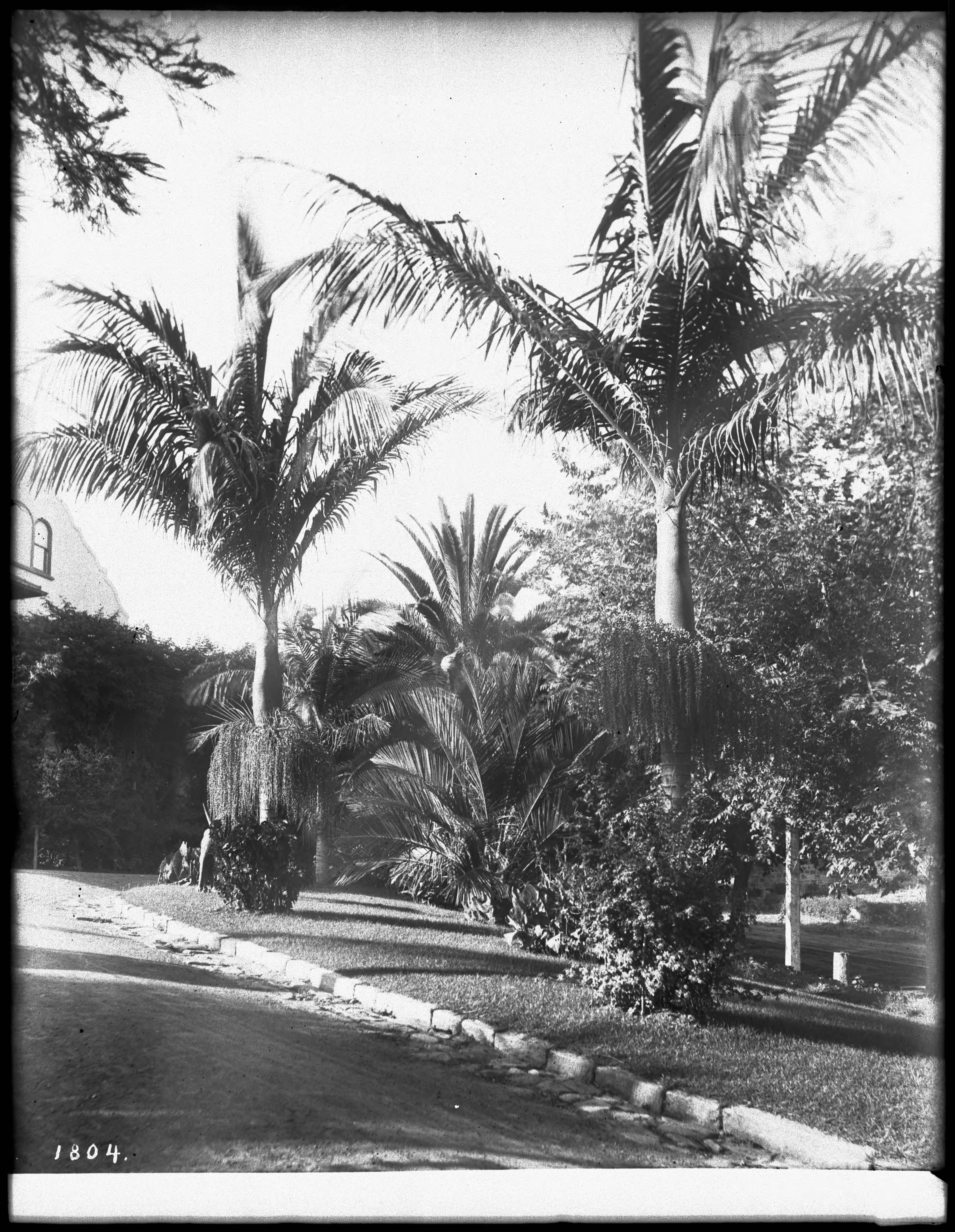